# Katsuya Senzaki
Katsuya Senzaki (født 9. april 1987) er en tidligere japansk fodboldspiller.
Han har spillet for flere forskellige klubber i sin karriere, herunder FC Machida Zelvia.